# Pjegasti kozlac
Pjegasti kozlac (obični kozlac; lat. Arum maculatum), višegodišnja otrovna zeljasta biljka iz porodice kozlačevki. Raširena je po Europi (uključujući Hrvatsku, Sloveniju, BIH, Makedoniju i Srbiju).
Cijela biljka je otrovna (otrov aroin). Voli vlažne i sjenovite šume i šikare. 
Zimu preživljava pomoću okruglastog gomolja.